# Женская Лига чемпионов ЕКВ 2010/2011
11-й розыгрыш женской Лиги чемпионов ЕКВ (51-й с учётом Кубка европейских чемпионов) проходил с 23 ноября 2010 по 20 марта 2011 года с участием 20 клубных команд из 12 стран-членов Европейской конфедерации волейбола. Финальный этап был проведён в Стамбуле (Турция). Победителем турнира впервые стала турецкая команда «Вакыфбанк Гюнеш ТюркТелеком» (Стамбул).

## Система квалификации
16 мест в Лиге чемпионов 2010/2011 были распределены по рейтингу ЕКВ на 2010 год. Согласно ему трёх участников получила возможность заявить Италия, по два — Россия, Турция, Польша и Франция, по одному — Испания, Сербия, Хорватия, Румыния и Швейцария.
Ещё четыре места были распределены по специальному приглашению ЕКВ. Их получили Турция, Польша, Азербайджан и Чехия.

## Команды-участницы
| Страна      | Команда                                 |                                    |
| ----------- | --------------------------------------- | ---------------------------------- |
| Италия      | «Скаволини» (Пезаро)                    | Чемпион Италии 2010                |
| Италия      | «Вилла-Кортезе»                         | 2-й призёр чемпионата Италии 2010  |
| Италия      | «Фоппапедретти» (Бергамо)               | 3-й призёр чемпионата Италии 2010  |
| Турция      | «Фенербахче» (Стамбул)                  | Чемпион Турции 2010                |
| Турция      | «Вакыфбанк Гюнеш ТюркТелеком» (Стамбул) | 2-й призёр чемпионата Турции 2010  |
| Турция      | «Эджзачибаши» (Стамбул)                 | 3-й призёр чемпионата Турции 2010  |
| Польша      | «Алупроф» (Бельско-Бяла)                | Чемпион Польши 2010                |
| Польша      | «Органика-Будовляни» (Лодзь)            | Обладатель Кубка Польши 2010       |
| Польша      | «Мушинянка-Факро» (Мушина)              | 2-й призёр чемпионата Польши 2010  |
| Россия      | «Заречье-Одинцово» (Московская область) | Чемпион России 2010                |
| Россия      | «Динамо» (Москва)                       | Обладатель Кубка России 2009       |
| Франция     | «Расинг Клуб де Канн» (Канны)           | Чемпион Франции 2010               |
| Франция     | АСПТТ «Мюлуз» (Мюлуз)                   | 2-й призёр чемпионата Франции 2010 |
| Испания     | «Хампер Агуэре» (Ла-Лагуна)             | Чемпион Испании 2010               |
| Сербия      | «Црвена Звезда» (Белград)               | Чемпион Сербии 2010                |
| Хорватия    | «Сплит-1700» (Сплит)                    | По итогам Чемпионата Хорватии 2010 |
| Румыния     | «Динамо» (Бухарест)                     | Обладатель Кубка Румынии 2010      |
| Швейцария   | «Волеро» (Цюрих)                        | Чемпион Швейцарии 2010             |
| Азербайджан | «Рабита» (Баку)                         | Чемпион Азербайджана 2010          |
| Чехия       | «Модржанска» (Простеёв)                 | Чемпион Чехии 2010                 |

## Система проведения розыгрыша
Соревнования состоят из предварительного этапа, двух раундов плей-офф и финального этапа. На предварительном этапе 20 команд-участниц разбиты на 5 групп. В группах команды играют с разъездами в два круга. За победы со счётом 3:0 и 3:1 команды получают по 3 очка, за победы 3:2 — по 2 очка, за поражения 2:3 — по 1 очку, за поражения 0:3 и 1:3 очки не начисляются. В плей-офф выходят по две лучшие команды из групп и три команды, имеющие лучшие показатели среди занявших в группах третьи места. Из числа команд, вышедших в плей-офф, выбирается хозяин финального этапа и допускается непосредственно в финальный раунд розыгрыша.
12 команд-участниц 1/8-финала плей-офф делятся на пары и проводят между собой по два матча с разъездами. Победителем пары выходит команда, одержавшая две победы. В случае равенства побед вне зависимости от соотношения партий по сумме двух матчей назначается дополнительный сет, победивший в котором выходит в 1/4-финала плей-офф.
6 команд-участниц четвертьфинала плей-офф по такой же системе определяют трёх участников финального этапа, где к ним присоединяется команда-хозяин финала.
Финальный этап проводится в формате «финала четырёх» — полуфинал и два финала (за 3-е и 1-е места).

## Предварительный этап
В колонках В (выигрыши) в скобках указано число побед со счётом 3:2, в колонке П (поражения) — поражений со счётом 2:3.

### Группа А
| М | Команда                                | 1       | 2       | 3       | 4       | И | В     | П     | С/П   | О  |
| - | -------------------------------------- | ------- | ------- | ------- | ------- | - | ----- | ----- | ----- | -- |
| 1 | «Вакыфбанк Гюнеш Тюрк Телеком» Стамбул |         | 3:1     | 3:0 3:2 | 3:2 3:0 | 6 | 6 (2) | 0     | 18:6  | 16 |
| 2 | «Мушинянка-Факро» Мушина               | 1:3     |         | 2:3 3:2 | 3:1     | 6 | 3 (1) | 3 (1) | 13:13 | 9  |
| 3 | «Заречье-Одинцово» Московская область  | 0:3 2:3 | 3:2 2:3 |         | 3:1 3:2 | 6 | 3 (2) | 3 (2) | 13:14 | 9  |
| 4 | «Црвена Звезда» Белград                | 2:3 0:3 | 1:3     | 1:3 2:3 |         | 6 | 0     | 6 (2) | 7:18  | 2  |

23.11: Црвена Звезда — Вакыфбанк Гюнеш Тюрк Телеком 2:3 (19:25, 25:19, 25:19, 23:25, 10:15).
25.11: Мушинянка-Факро — Заречье-Одинцово 2:3 (25:10, 25:16, 22:25, 17:25, 7:15).
1.12: Заречье-Одинцово — Црвена Звезда 3:1 (26:24, 25:22, 16:25, 25:12).
1.12: Вакыфбанк Гюнеш Тюрк Телеком — Мушинянка-Факро 3:1 (25:16, 22:25, 25:14, 26:24).
7.12: Црвена Звезда — Мушинянка-Факро 1:3 (9:25, 27:25, 20:25, 20:25).
8.12: Вакыфбанк Гюнеш Тюрк Телеком — Заречье-Одинцово 3:0 (28:26, 25:18, 25:9).
15.12: Заречье-Одинцово — Вакыфбанк Гюнеш Тюрк Телеком 2:3 (25:23, 18:25, 18:25, 25:22, 8:15).
16.12: Мушинянка-Факро — Црвена Звезда 3:1 (25:20, 25:21, 23:25, 25:14).
4.01: Црвена Звезда — Заречье-Одинцово 2:3 (25:23, 16:25, 11:25, 25:18, 11:15).
6.01: Мушинянка-Факро — Вакыфбанк Гюнеш Тюрк Телеком 1:3 (25:23, 20:25, 14:25, 14:25).
11.01: Заречье-Одинцово — Мушинянка-Факро 2:3 (25:19, 25:18, 14:25, 27:29, 11:15).
11.01: Вакыфбанк Гюнеш Тюрк Телеком — Црвена Звезда 3:0 (25:8, 25:15, 25:16).

### Группа В
| М | Команда                 | 1       | 2       | 3       | 4   | И | В | П | С/П  | О  |
| - | ----------------------- | ------- | ------- | ------- | --- | - | - | - | ---- | -- |
| 1 | «Фенербахче» Стамбул    |         | 0:3 3:0 | 3:0     | 3:0 | 6 | 5 | 1 | 15:3 | 15 |
| 2 | «Динамо» Москва         | 3:0 0:3 |         | 3:1 3:0 | 3:0 | 6 | 5 | 1 | 15:4 | 15 |
| 3 | «Фоппапедретти» Бергамо | 0:3     | 1:3 0:3 |         | 3:0 | 6 | 2 | 4 | 7:12 | 6  |
| 4 | «Сплит-1700»            | 0:3     | 0:3     | 0:3     |     | 6 | 0 | 6 | 0:18 | 0  |

25.11: Динамо (М) — Сплит-1700  3:0 (25:15, 25:15, 25:16).
25.11: Фенербахче — Фоппапедретти 3:0 (26:24, 25:23, 25:18).
30.11: Сплит-1700 — Фенербахче 0:3 (16:25, 15:25, 13:25).
2.12: Фоппапедретти — Динамо (М) 1:3 (17:25, 28:26, 17:25, 22:25).
7.12: Сплит-1700 — Фоппапедретти 1:3 (26:24, 18:25, 11:25, 21:25).
8.12: Динамо (М) — Фенербахче 3:0 (25:16, 25:21, 25:17).
13.12: Фоппапедретти — Сплит-1700  3:0 (25:14, 25:18, 25:13).
13.12: Фенербахче — Динамо (М) 3:0 (25:14, 25:15, 25:15).
6.01: Фенербахче — Сплит-1700  3:0 (25:10, 25:11, 25:13).
6.01: Динамо (М) — Фоппапедретти 3:0 (25:22, 25:18, 25:16).
11.01: Фоппапедретти — Фенербахче 0:3 (13:25, 23:25, 19:25).
11.01: Сплит-1700 — Динамо (М) 0:3 (7:25, 12:25, 11:25).

### Группа С
| М | Команда                   | 1       | 2       | 3   | 4       | И | В     | П     | С/П  | О  |
| - | ------------------------- | ------- | ------- | --- | ------- | - | ----- | ----- | ---- | -- |
| 1 | «Эджзачибаши» Стамбул     |         | 3:1 2:3 | 3:0 | 3:1 3:0 | 6 | 5     | 1 (1) | 17:5 | 16 |
| 2 | «Волеро» Цюрих            | 1:3 3:2 |         | 3:1 | 3:1 3:0 | 6 | 5 (1) | 1     | 16:8 | 14 |
| 3 | АСПТТ «Мюлуз»             | 0:3     | 1:3     |     | 3:0     | 6 | 2     | 4     | 8:12 | 6  |
| 4 | «Хампер Агуэре» Ла-Лагуна | 1:3 0:3 | 1:3 0:3 | 0:3 |         | 6 | 0     | 6     | 2:18 | 0  |

23.11: Мюлуз — Хампер Агуэре 3:0 (25:18, 25:21, 25:18).
24.11: Эджзачибаши — Волеро 3:1 (22:25, 25:20, 25:9, 25:19).
1.12: Хампер Агуэре — Эджзачибаши 1:3 (17:25, 25:22, 17:25, 20:25).
1.12: Волеро — Мюлуз 3:1 (25:16, 16:25, 25:15, 25:19).
8.12: Эджзачибаши — Мюлуз 3:0 (25:15, 26:24, 25:20).
8.12: Волеро — Хампер Агуэре 3:1 (22:25, 25:18, 25:16, 25:11).
15.12: Хампер Агуэре — Волеро 0:3 (15:25, 19:25, 20:25).
16.12: Мюлуз — Эджзачибаши 0:3 (23:25, 20:25, 23:25).
4.01: Мюлуз — Волеро 1:3 (18:25, 23:25, 25:18, 19:25).
6.01: Эджзачибаши — Хампер Агуэре 3:0 (25:19, 25:11, 25:12).
11.01: Хампер Агуэре — Мюлуз 0:3 (15:25, 17:25, 14:25).
11.01: Волеро — Эджзачибаши 3:2 (25:19, 23:25, 25:23, 9:25, 15:13).

### Группа D
| М | Команда                     | 1       | 2       | 3       | 4       | И | В     | П     | С/П   | О  |
| - | --------------------------- | ------- | ------- | ------- | ------- | - | ----- | ----- | ----- | -- |
| 1 | «Вилла-Кортезе»             |         | 2:3 3:1 | 3:0 0:3 | 3:1     | 6 | 4     | 2 (1) | 14:9  | 13 |
| 2 | «Расинг Клуб де Канн» Канны | 3:2 1:3 |         | 3:1 2:3 | 3:0     | 6 | 4 (1) | 2 (1) | 15:9  | 12 |
| 3 | «Модржанска» Простеёв       | 0:3 3:0 | 1:3 3:2 |         | 3:0 2:3 | 6 | 3 (1) | 3 (1) | 12:11 | 9  |
| 4 | «Органика-Будовляни» Лодзь  | 1:3     | 0:3     | 0:3 3:2 |         | 6 | 1 (1) | 5     | 5:17  | 2  |

23.11: Органика-Будовляни — Вилла-Кортезе 1:3 (19:25, 17:25, 25:16, 15:25).
25.11: Модржанска — РК де Канн 1:3 (22:25, 24:26, 25:21, 16:25).
30.11: Вилла-Кортезе — Модржанска 3:0 (25:19, 25:23, 30:28).
30.11: РК де Канн — Органика-Будовляни 3:0 (25:12, 25:22, 26:24).
9.12: Модржанска — Органика-Будовляни 3:0 (25:17, 25:15, 25:21).
9.12: РК де Канн — Вилла-Кортезе 3:2 (25:22, 18:25, 20:25, 25:13, 20:18).
14.12: Органика-Будовляни — Модржанска 3:2 (16:25, 20:25, 29:27, 28:26, 15:11).
15.12: Вилла-Кортезе — РК де Канн 3:1 (15:25, 25:18, 25:18, 25:21).
4.01: Органика-Будовляни — РК де Канн 0:3 (18:25, 22:25, 16:25).
5.01: Модржанска — Вилла-Кортезе 3:0 (25:21, 25:19, 25:19).
11.01: Вилла-Кортезе — Органика-Будовляни 3:1 (18:25, 25:19, 25:15, 25:21).
11.01: РК де Канн — Модржанска 2:3 (25:13, 22:25, 21:25, 25:17, 13:15).

### Группа Е
| М | Команда                | 1       | 2       | 3       | 4       | И | В     | П     | С/П   | О  |
| - | ---------------------- | ------- | ------- | ------- | ------- | - | ----- | ----- | ----- | -- |
| 1 | «Рабита» Баку          |         | 3:1 2:3 | 2:3 3:0 | 3:0     | 6 | 4     | 2 (2) | 16:7  | 14 |
| 2 | «Скаволини» Пезаро     | 1:3 3:2 |         | 3:2     | 3:0     | 6 | 5 (3) | 1     | 16:9  | 12 |
| 3 | «Алупроф» Бельско-Бяла | 3:2 0:3 | 2:3     |         | 3:2 3:1 | 6 | 3 (2) | 3 (2) | 13:14 | 9  |
| 4 | «Динамо» Бухарест      | 0:3     | 0:3     | 2:3 1:3 |         | 6 | 0     | 6 (1) | 3:18  | 1  |

24.11: Скаволини — Алупроф 3:2 (23:25, 25:22, 25:20, 19:25, 15:12).
24.11: Динамо (Б) — Рабита 0:3 (18:25, 22:25, 20:25).
30.11: Алупроф — Динамо (Б) 3:2 (24:26, 25:19, 34:36, 25:16, 15:7).
2.12: Рабита — Скаволини 3:1 (25:19, 25:23, 23:25, 25:21).
8.12: Скаволини — Динамо (Б) 3:0 (25:22, 25:19, 25:15).
9.12: Алупроф — Рабита 3:2 (25:21, 21:25, 25:18, 20:25, 15:13).
14.12: Динамо (Б) — Скаволини 0:3 (12:25, 20:25, 21:25).
16.12: Рабита — Алупроф 3:0 (25:13, 25:23, 25:12).
5.01: Динамо (Б) — Алупроф 1:3 (16:25, 21:25, 27:25, 19:25).
6.01: Скаволини — Рабита 3:2 (20:25, 25:21, 25:19, 23:25, 15:6).
11.01: Рабита — Динамо (Б) 3:0 (25:18, 25:16, 25:14).
11.01: Алупроф — Скаволини 2:3 (25:21, 12:25, 21:25, 25:21, 11:15).

### Итоги
По итогам предварительного этапа в 1-й раунд плей-офф вышли по две лучшие команды из групп. Хозяином финального этапа выбран «Фенербахче», получивший прямой допуск в финал четырёх. После этого определились ещё три команды — участницы плей-офф из числа занявших в группах третьи места. Ими стали «Заречье-Одинцово», «Модржанска» и «Алупроф».

## Плей-офф

### 1/8 финала
«Мушинянка-Факро» (Мушина) —  «Вилла-Кортезе»
3 февраля. 3:2 (25:16, 26:24, 23:25, 21:25, 16:14).
9 февраля. 2:3 (23:25, 25:18, 19:25, 25:8, 15:17). Дополнительный сет — 15:11.
 «Модранско» (Простеёв) —  «Рабита» (Баку)
3 февраля. 3:2 (19:25, 25:22, 25:19, 23:25, 21:19).
10 февраля. 0:3 (21:25, 23:25, 19:25). Дополнительный сет — 11:15.
 «Заречье-Одинцово» (Московская обл.) —  «Волеро» (Цюрих)
3 февраля. 3:0 (25:21, 25:15, 25:18).
9 февраля. 0:3 (22:25, 22:25, 21:25). Дополнительный сет — 9:15.
 «Скаволини» (Пезаро) —  «Динамо» (Москва)
3 февраля. 3:2 (19:25, 25:14, 19:25, 27:25, 15:10).
10 февраля. 3:2 (25:17, 19:25, 26:28, 25:12, 15:8).
 «Расинг Клуб де Канн» (Канны) —  «Эджзачибаши» (Стамбул)
1 февраля. 0:3 (20:25, 20:25, 22:25).
9 февраля. 0:3 (21:25, 14:25, 21:25).
 «Алупроф» (Бельско-Бяла) —  «Вакыфбанк Гюнеш Тюрк Телеком» (Стамбул)
1 февраля. 1:3 (18:25, 25:22, 18:25, 21:25).
10 февраля. 1:3 (25:22, 20:25, 21:25, 18:25).

### Четвертьфинал
«Мушинянка-Факро» (Мушина) —  «Рабита» (Баку)
24 февраля. 0:3 (23:25, 21:25, 19:25).
3 марта. 0:3 (20:25, 19:25, 19:25).
 «Волеро» (Цюрих) —  «Скаволини» (Пезаро)
23 февраля. 1:3 (27:25, 20:25, 20:25, 20:25).
3 марта. 2:3 (27:25, 18:25, 23:25, 25:21, 11:15).
 «Эджзачибаши» (Стамбул) —  «Вакыфбанк Гюнеш Тюрк Телеком» (Стамбул)
23 февраля. 0:3 (21:25, 20:25, 22:25).
3 марта. 2:3 (25:21, 25:22, 23:25, 10:25, 13:15).

## Финал четырёх
19—20 марта.  Стамбул.
Участники:
 «Фенербахче» (Стамбул) 

 «Вакыфбанк Гюнеш ТюркТелеком» (Стамбул)

 «Скаволини» (Пезаро)

 «Рабита» (Баку)

### Полуфинал
19 марта
 «Вакыфбанк Гюнеш Тюрк Телеком» —  «Фенербахче»
3:2 (19:25, 25:21, 21:25, 25:19, 15:11)
 «Рабита" —  «Скаволини»
3:1 (25:23, 25:16, 13:25, 25:14)

### Матч за 3-е место
20 марта
 «Фенербахче» —  «Скаволини»
3:1 (12:25, 25:21, 25:21, 25:21)

### Финал
| 20 марта 2011 | \| «Вакыфбанк Гюнеш ТюркТелеком» \| 3:0 cev.eu \| «Рабита» (Баку) \| \| Бахар Токсой (6) Гёзде Кырдар-Сонсырма (8) Малгожата Глинка (14) Майя Поляк (10) Озге Чемберджи-Кырдар (1) Елена Николич (15) Гизем Гюрешен (либеро) \| Голы \| Ирина Жукова Наталья Маммадова (13) Наташа Крсманович (4) Саня Старович (10) Кимберли Глэсс (10) Мира Голубович (2) Сильвия Попович (либеро) Ольга Ативи Бояна Доганджич Диана Ненова \| | Стамбул «Бурхан Фелек» Зрителей: 6800 |
| Счёт по партиям — 25:13, 25:20, 25:18. Время матча — 1 час 11 минут. Судьи: Зорица Белич, Сусана Родригес Хатива.                                    | | |
| «Вакыфбанк Гюнеш ТюркТелеком» | 3:0 cev.eu | «Рабита» (Баку) |
| Бахар Токсой (6) Гёзде Кырдар-Сонсырма (8) Малгожата Глинка (14) Майя Поляк (10) Озге Чемберджи-Кырдар (1) Елена Николич (15) Гизем Гюрешен (либеро) | Голы | Ирина Жукова Наталья Маммадова (13) Наташа Крсманович (4) Саня Старович (10) Кимберли Глэсс (10) Мира Голубович (2) Сильвия Попович (либеро) Ольга Ативи Бояна Доганджич Диана Ненова |

### Итоги

#### Положение команд
| «Вакыфбанк Гюнеш ТюркТелеком» (Стамбул) |
| «Рабита» (Баку)                         |
| «Фенербахче» (Стамбул)                  |
| 4. «Скаволини» (Пезаро)                 |

#### Призёры
«Вакыфбанк Гюнеш Тюрк Телеком» (Стамбул): Гёзде Кырдар-Сонсырма, Гизем Гюрешен, Нилай Оздемир, Баханур Сахын, Малгожата Глинка, Айше-Мелик Гюркайнак, Озге Кырдар-Чемберджи, Гюльдениз Онал, Бахар Токсой, Елена Николич, Серай Алтай, Майя Поляк. Главный тренер — Джованни Гуидетти.
  «Рабита» (Баку): Диана Ненова, Бояна Доганджич, Мирела Делич, Марина Милетич, Наташа Крсманович, Ольга Ативи, Сильвия Попович, Наталья Маммадова, Кимберли Гласс, Мира Голубович, Саня Старович, Ирина Жукова. Главный тренер — Деян Брджович.
  «Фенербахче» (Стамбул): Катажина Сковроньская, Нихан Гюнейлигиль, Сонгюль Гюрсойтрак, Любовь Соколова, Элия Рожерио ди Соуза (Фофан), Ипек Сороглу, Седа Токатиоглу, Ягмур Коджигыт, Кристиане Фюрст, Наташа Осмокрович, Эда Эрдем, Наз Айдемир. Главный тренер — Жозе Роберто Гимарайнс (Зе Роберто).

#### Индивидуальные призы
MVP: Малгожата Глинка («Вакыфбанк Гюнеш ТюркТелеком»)
Лучшая нападающая: Манон Флир («Скаволини»)
Лучшая блокирующая: Майя Поляк («Вакыфбанк Гюнеш ТюркТелеком»)
Лучшая на подаче: Наталья Маммадова («Рабита»)
Лучшая на приёме: Гёзде Кырдар-Сонсырма («Вакыфбанк Гюнеш ТюркТелеком»)
Лучшая связующая: Озге Кырдар-Чемберджи («Вакыфбанк Гюнеш ТюркТелеком»)
Лучшая либеро: Гизем Гюрешен («Вакыфбанк Гюнеш ТюркТелеком»)
Самая результативная: Елена Николич («Вакыфбанк Гюнеш ТюркТелеком»)